# Río Rico (Tamaulipas)
Río Rico es una localidad mexicana situada en el estado de Tamaulipas, dentro del municipio de Matamoros, a la orilla del río Bravo. Es conocida por el hecho de que está localizada en el Banco Horcón, un terreno cedido por los Estados Unidos a México en 1977, con una ganancia para México de 1,67 km².
El tramo Horcón estaba originalmente al norte del serpenteante río (y, por lo tanto, formaba parte del estado de Texas, EE. UU.) hasta que una desviación no autorizada del río hacia el norte lo separó del resto del estado en 1906. Río Rico se fundó años después, en 1929, y se desarrolló como un asentamiento mexicano de facto.
En 1967, un profesor de geografía estadounidense descubrió lo que había sucedido y se determinó que partes de Río Rico estaban legalmente en territorio estadounidense, lo que convertía a quienes habían nacido allí en ciudadanos estadounidenses por derecho de nacimiento. La frontera entre Estados Unidos y México se trasladó de acuerdo con los términos del Tratado de frontera de 1970, que colocó la zona y el pueblo en México, con efecto a partir de 1977.

## Historia
En 1906, la Rio Grande Land and Irrigation Company practicó un desvío no autorizado del río Bravo, el cual desplazó 1,67 km² de tierra, incluyendo a la localidad de Río Rico, al sur del río. La compañía fue multada posteriormente, pero la desviación del río podía mantenerse si la compañía practicaba una demarcación fronteriza, colocando bornas, hecho que nunca ocurrió.
El terreno donde estaba localizada Río Rico ahora estaba al sur del río Bravo, el cual era la frontera entre México y Estados Unidos desde 1845, y las autoridades mexicanas, sin conocimiento de la desviación, tomaron control del área conocida como el Banco Horcón. Sin embargo, como el cambio del curso ocurrió por acción del hombre, el derecho internacional público indicaba que el área seguía siendo estadounidense, hecho que nadie disputó. Una especie de ciudad vacacional se estableció allí durante los años 20 y 30, donde se podía beber y apostar pese a la prohibición en Estados Unidos.
Estados Unidos cedió el área a México con el tratado fronterizo entre Estados Unidos y México de 1970, celebrado el 23 de noviembre de ese año y fue anexado formalmente por el estado de Tamaulipas. La cesión tuvo lugar en 1977. Después de que alguien oriundo de la ciudad demandó al Servicio de Ciudadanía e Inmigración de los Estados Unidos para evitar ser deportado, las cortes estadounidenses dictaminaron que a cualquier persona nacida antes de 1972 en la ciudad se le daría la ciudadanía estadounidense. La sentencia provocó un éxodo desde la ciudad hacia Estados Unidos, porque muchas personas ahora eran ciudadanos estadounidenses.

## Demografía
De acuerdo con el Censo de Población y Vivienda realizado en 2020 por el Instituto Nacional de Estadística y Geografía (INEGI), en la localidad de Río Rico había un total de 167 habitantes, 86 mujeres y 81 hombres.

### Evolución demográfica
| Gráfica de evolución demográfica de Río Rico entre 1930 y 2020 |
|                                                                |
| Fuente: Instituto Nacional de Estadística y Geografía          |